# Retevirgula osburni
Retevirgula osburni is een mosdiertjessoort uit de familie van de Ellisinidae. De wetenschappelijke naam van de soort is voor het eerst geldig gepubliceerd in 1959 door Soule.